# Jazz Jackrabbit 2
Jazz Jackrabbit 2 – gra platformowa wydana przez Epic MegaGames w 1998 na system Windows, a następnie również na Macintosh. Jest sequelem gry Jazz Jackrabbit, której głównym bohaterem jest królik o tym samym imieniu. Wydanie gry w Europie zakończyło się sukcesem finansowym.

## Budowa poziomów
Tak jak w typowej grze platformowej, głównym celem w jednoosobowym trybie gry jest doprowadzenie postaci do końca. Aby utrudnić graczowi dojście, na drodze umieszczonych jest wielu przeciwników. Co kilka poziomów na końcu spotyka się bossa – przeciwnika znacznie trudniejszego do pokonania.
Poziomy zostały zaprojektowane w taki sposób, aby zostały możliwie szybko przebyte, przy jednoczesnym zachowaniu szczegółowości ich wykonania oraz ciekawej oprawy wizualnej i dźwiękowej. Czasem na drodze napotyka się zagadki lub ukryte miejsca, ale nie są one trudne do odgadnięcia. Z tego powodu druga część tej serii gier jest uważana za łatwiejszą od swojego poprzednika.
Gracz może korzystać z różnego rodzaju broni, m.in. standardowej, w którą wyposażanym się jest na samym początku, 8 gatunków broni zbieranych podczas gry (miotacz ognia, lód, dynamit itp.) i specjalnych tarcz: ognistej, wodnej, elektrycznej i laserowej.
Dodatkowo na każdym poziomie znajduje się wiele dodatkowych powerupów: jedzenie, monety, klejnoty, dodatkowe życia oraz marchewki uzupełniające zdrowie.

## Postacie
Do wyboru w grze są następujące postacie:
- Jazz Jackrabbit, główny bohater, występujący we wszystkich częściach tej serii. Posiada umiejętność latania na uszach (podobnie jak Rayman) i wykonania wysokiego skoku.
- Spaz Jackrabbit, brat Jazza, który występuje w poprzedniej części tylko jako bohater niezależny; różni się wyglądem oraz specjalnymi umiejętnościami, takimi jak podwójny skok czy cios karate niszczący skrzynie bądź przeciwników.
- Lori Jackrabbit (tylko w The Secret Files i Christmas Chronicles), siostra Jazza, różniąca się od pozostałych bohaterów wyglądem i umiejętnościami – potrafi latać na uszach i wykonywać wślizg, ale nie ma możliwości wysokiego skoku.
- Ewa Długouszka (Eva Earlong), wybranka Jazza, występuje w wersji demo jako pomoc dla Jazza lub Spaza (ewentualnie Lori) w odczarowaniu przez czarownicę. Dostępna jest również w rozgrywce wieloosobowej (w trybie zbierania flag).

## Gra wieloosobowa
Jazz Jackrabbit 2 oprócz zwykłego trybu gry (jednoosobowego) zawiera również tryby pozwalające na wspólną zabawę kilku osób:
- współpraca — gracze razem pokonują standardowe poziomy
- bitwa
- wyścig – przez wielu graczy nazywane METRO, ponieważ gracze podstawiają sobie bomby
- zdobywanie flagi (CTF – Capture the flag) – gracze podzieleni są na 2 drużyny, które muszą przejąć flagę przeciwnika i zanieść ją do swojej bazy
- polowanie na skarby — gracze muszą zebrać 100 klejnotów i dojść do mety; zadanie jest utrudnione, gdyż w razie trafienia przez przeciwnika część klejnotów wypada

Grę można przeprowadzać:
- na jednym komputerze, na podzielonym ekranie (maksymalnie do czterech graczy)
- przez sieć lokalną
- przez internet

## Wersje gry
- Jazz Jackrabbit 2
  - podstawowa wersja gry
  - rok wydania: 7 maja 1998
  - wersja 1.20-1.23
  - epizody:
    - Formerly a Prince, Jazz in Time, Flashback, Funky Monkeys — łącznie 24 poziomów
    - Shareware Demo — 3 poziomy
    - Home Cooked Levels — własne poziomy (utworzone przez gracza)

  - epizody w wersji shareware:
    - Shareware Demo
- Jazz Jackrabbit 2: Holiday Hare '98
  - dodatek świąteczny
  - data wydania: 6 listopada 1998 (tylko w USA)
  - wersja 1.23 x
  - epizody:
    - Holiday Hare '98 — 3 poziomy świąteczne (wieczór, noc, dzień)
    - Shareware Demo
- Jazz Jackrabbit 2: The Secret Files
  - dodatek wielkanocny
  - data wydania: 15 marca 1999 (tylko w Europie, w Polsce 19 czerwca 1999)
  - wersja 1.24
  - dostępna nowa postać – Lori
  - epizody:
    - The Secret Files — 9 poziomów
    - Formerly a Prince, Jazz in Time, Flashback, Funky Monkeys (tylko w wersji polskiej)
    - Shareware Demo (tylko w wersji polskiej)
    - Home Cooked Levels

  - epizody w wersji shareware:
    - The Secret Files Demo — 2 poziomy wybrane z epizodu The Secret Files
    - Shareware Demo
- Jazz Jackrabbit 2: The Christmas Chronicles (pol. Jazz Jackrabbit 2: Zimowe przygody)
  - europejska wersja Holiday Hare '98
  - data wydania: 25 listopada 1999 (tylko w Polsce, później w Europie)
  - wersja 1.24 x
  - dostępna nowa postać – Lori
  - epizody:
    - The Christmas Chronicles (lub: Holiday Hare '98)
    - Home Cooked Levels
    - Dodano paczkę dodatkowych poziomów o nazwie: NEW ADVENTURES.

## Jazz Creation Station
Do gry standardowo dołączany jest edytor poziomów o nazwie JCS. Gracze mogą go używać do tworzenia nowych poziomów i edycji już istniejących. Możliwość udostępniania własnych prac online sprawiła, że kilka lat po wydaniu gry wciąż istnieje społeczność skupiona przy tworzeniu dodatkowych poziomów. Edytor nie jest jednak dostępny dla użytkowników komputerów Mac.